# Путнам (окръг, Западна Вирджиния)
Окръг Патнъм (на английски: Putnam County) е окръг в щата Западна Вирджиния, Съединени американски щати. Площта му е 906 km², а населението – 56 435 души (2012). Административен център е град Уинфийлд.